# Turnišče
Turnišče este o localitate din comuna Turnišče, Slovenia, cu o populație de 1.555 de locuitori.